# Phaenoglyphis fuscicornis
Phaenoglyphis fuscicornis is een vliesvleugelig insect uit de familie van de Figitidae. De wetenschappelijke naam van de soort is voor het eerst geldig gepubliceerd in 1877 door Thomson.